# Sketches à gogo !
Sonny
Sketches à gogo ! (So Random!) est une série télévisée américaine en 26 épisodes de 23 minutes créée par Steve Marmel et Michael Feldman et diffusée du 5 juin 2011 au 25 mars 2012 sur Disney Channel. C'est une série dérivée de la série Sonny (Sonny with a Chance) à la suite du départ de l'actrice principale Demi Lovato.
En France , la série est diffusée entre le 7 septembre 2011 et le 26 septembre 2012 sur  Disney Channel France et rediffusée le 16 avril 2012 sur NRJ12 . Au Québec elle est diffusée à partir du 13 janvier 2013 sur VRAK.TV

## Historique

### Sonnyavec Demi Lovato
Dans Sonny, Demi Lovato joue le rôle principal de Sonny Munroe qui déménage du Wisconsin pour Hollywood avec sa mère afin de participer à une série comique fictive intitulée Sketches à gogo !, une émission pour préados qui diffuse des sketches, des parodies et des parties musicales avec parfois des invités surprises. Sonny reviendra à la fin de la saison.

### Départ de Demi Lovato,Sketches à gogo!
Après le départ de Demi Lovato, la série est renommée Sketches à gogo !. Elle met en avant des sketches ainsi qu'une performance musicale d'une star invitée. Le tournage a débuté le 30 janvier 2011.

## Distribution
- Tiffany Thornton (VF : Alice Ley) : Tawni Hart
- Sterling Knight (VF : Christophe Hespel) : Chad Dylan Cooper
- Brandon Mychal Smith (VF : Antoni Lo Presti) : Nico Harris
- Doug Brochu (VF : Alessandro Bevilacqua) : Grady Mitchell
- Allisyn Ashley Arm (VF : Aaricia Dubois) : Zora Lancaster

## Personnages principaux

### Tawni Hart
Tawni fait partie de Sketches à gogo. Elle est très belle mais aussi superficielle, égocentrique, voire snob et se prend pour une diva. C'est la vedette de Sketches à gogo ! et avait peur que Sonny veuille lui voler sa place. Tawni aime tout ce qui parle d'elle, elle aime aussi avoir sa photo dans les magazines, les miroirs, son rouge à lèvres coco moka cacao, sa chevelure blonde et les vêtements à la mode.

### Chad Dylan Cooper
C'est un acteur qui joue dans la série dramatique fictive Mackenzie la belle vie qui est tournée dans les mêmes studios que Sketches à gogo. Il affirme être le « meilleur acteur de sa génération ». Il est égocentrique, superficiel, et est le rival des acteurs de Sketches à gogo ! et prétend que sa série est meilleure. Il aime les jolies filles, sa voiture, et s'aime beaucoup lui-même. Dans la saison 2 de sonny  il sort avec sonny et en est très amoureux

### Nico Harris
Il est lui aussi un acteur de l'émission Sketches à gogo !. Nico est un garçon comique et séducteur, mais il a un peu de mal avec les filles, il adore flirter avec elles, même si ça ne marche pas toujours. Nico est peureux et saute dans les bras de son ami Grady quand il a peur, il s'habille plutôt bien par rapport à lui et a peut-être un faible pour Tawni, notamment dans l'épisode La marche des livres". Son plus grand rival est Chad, il est jaloux de lui et de sa voiture de sport, car il a toutes les filles qu'il veut.

### Grady Mitchell
Il est comédien dans la série Sketches à gogo, celui qui tient le rôle du garçon dauphin Dolphin Boy. Il est le meilleur ami de Nico et ils se mettent tout le temps dans des situations loufoques. Grady aime beaucoup manger, et jouer aux jeux vidéo dans la « pièce des accessoires » avec Nico. Grady est un grand fan de Narnia et autres fictions. Il est très maladroit avec les filles et on apprend qu'il n'en a jamais embrassé dans l'épisode Les frères ennemis.

### Zora Lancaster
C'est une fille de onze ans, qui joue dans Sketches à gogo !. Elle est extrêmement bizarre et folle mais très gentille. Elle adore se cacher, notamment dans les conduits d'aération, et espionner les gens, c'est donc pour ça qu'elle connait tous les secrets du studio. À cause de son jeune âge, c'est le personnage principal qu'on ne voit pas dans tous les épisodes. C'est la plus jeune et plus intelligente du casting. Elle déteste énormément Chad, mais aussi elle déteste toutes les pestes comme Dakota Condor qui est la fille du propriétaire du studio.

### Stars invitées
- Cody Simpson
- Greyson Chance
- Selena Gomez
- Mitchel Musso
- Tony Hawk
- Mindless Behavior
- Far East Movement
- Colbie Caillat
- Coco Jones
- Jacob Latimore
- The Ready Set
- Kicking Daisies
- Dave Days
- China Anne McClain
- le casting de Lemonade Mouth
- Cole et Dylan Sprouse
- Justin Bieber
- Iyaz

## Épisodes
1. Cody est dans la place (Cody Simpson)
2. Que la Chance soit avec nous (Greyson Chance)
3. Selena Gomez et la scène (Selena Gomez)
4. Mitchel et le décor (Mitchel Musso)
5. Extrême Tony ! (Tony Hawk)
6. Ca va mes "cocos" (Coco Jones)
7. Jacob Latimore (Jacob Latimore)
8. Le mystérieux disparu, vous n'allez pas le croire ! (Mindless Behavior)
9. Colbie Caillat (Colbie Caillat)
10. Les Mystères de l'Est (Far East Movement)
11. Garder des secrets (Marguerites Kicking)
12. Les Jours de Dave (Dave Days)
13. Chelsea Kane (Hot Chelle Rae)
14. Comme les trois petits cochons (Miss Piggy)
15. Iyaz (Iyaz)
16. Lemonade Mouth nous rend visite (Brigit Mendler, Adam Hicks and Hayley Kiyoko)
17. Bonne chance, charlie ! (Leigh-Allyn Baker and Mia Talerico)
18. Baby, Bieber (Justin Bieber)
19. Mauvais Conseils (Christina Grimmie)
20. Andy Grammer (Andy Grammer)
21. La vie télévisuelle de Zack et Cody (Cole and Dylan Sprouse)
22. Ready Set (The Ready Set)
23. Section Chyna (Chyna Ann McClain)
24. Comment j'ai rencontré ma mère (The New Boyz)
25. Une immonde crapule (Shane Harper)
26. Destinée et Paris (Destinee and Paris)